# Championnat des îles Féroé de football 2021
Navigation
Betrideildin 2020 Betrideildin 2022
La saison 2021 du championnat des îles Féroé de football est la soixante-dix-neuvième édition de la première division féroïenne. Pour des raisons de parrainage, le championnat s'appelle la Betrideildin à la suite du parrainage de la Betri Banki.
Les dix clubs participants au championnat sont confrontés à trois reprises aux neuf autres, soit un total de 27 matchs. Le tenant du titre est le HB Tórshavn. 
En fin de saison, les deux derniers du classement sont relégués et remplacés par les deux meilleurs clubs de 1. deild, la deuxième division féroïenne.
Le KÍ Klaksvík remporte le championnat à 3 journées de la fin. C'est le 19e titre de l'histoire du club.
À noter que le HB Tórshavn arrache la 2e place lors de la dernière journée sur le Víkingur Gøta.
Cette saison les clubs de 07 Vestur et B68 Toftir ont été promu en Betrideildin.

## Qualifications européennes
Le championnat ouvre l'accès à trois places européennes :
- le champion est qualifié pour le premier tour de qualification de la Ligue des champions 2022-2023.
- le deuxième et le troisième sont qualifiés pour le premier tour de qualification de la Ligue Europa Conférence 2022-2023.

Le vainqueur de la Coupe des îles Féroé est qualifié pour le premier tour de qualification de la Ligue Europa Conférence 2021-2022. S'il est déjà qualifié pour cette compétition via la Betrideildin, le championnat offre une place européenne supplémentaire.

## Participants
| \| EBS 07V B36 HB B68 ÍF KÍ NSÍ TB VÍK \| Localisation des clubs engagés dans le championnat 2021. |
| EBS 07V B36 HB B68 ÍF KÍ NSÍ TB VÍK                                                                |

Légende des couleurs
- Premier tour de qualification de la Ligue des Champions 2021-2022
- Premier tour de qualification de la Ligue Europa 2021-2022
- Promu de 1. deild

| Club            | Ville        | Classement 2020 | Stade                | Capacité théorique |
| --------------- | ------------ | --------------- | -------------------- | ------------------ |
| EB/Streymur     | Streymnes    | 7               | Við Margáir          | 1 000              |
| 07 Vestur       | Sørvágur     | 1 (1.Diedl)     | á Dungasandi         | 2 000              |
| B36 Tórshavn    | Tórshavn     | 4               | Gundadalur           | 5 000              |
| B68 Toftir      | Toftir       | 2 (1.Diedl)     | Svangaskarð          | 6 000              |
| HB Tórshavn     | Tórshavn     | 1               | Gundadalur           | 5 000              |
| ÍF Fuglafjørður | Fuglafjørður | 6               | Fuglafjørdur Stadium | 3 000              |
| KÍ Klaksvík     | Klaksvík     | 3               | A Dgupumirum         | 4 000              |
| NSÍ Runavík     | Runavík      | 2               | Runavík Stadium      | 2 000              |
| TB Tvøroyri     | Tvøroyri     | 8               | Við Stórá            | 4 000              |
| Víkingur Gøta   | Leirvík      | 5               | Serpugerði Stadium   | 2 000              |

## Compétition
Le classement est établi sur le barème de points classique (victoire à 3 points, match nul à 1, défaite à 0).
Pour départager les égalités, on tient d'abord compte de la différence de buts générale, puis du nombre de buts marqués, puis des confrontations directes et enfin si la qualification ou la relégation est en jeu, les deux équipes jouent une rencontre d'appui sur terrain neutre.

### Classement
| Rang | Équipe          | Pts | J  | G  | N | P  | Bp | Bc | Diff |
| ---- | --------------- | --- | -- | -- | - | -- | -- | -- | ---- |
| 1    | KÍ Klaksvík     | 72  | 27 | 23 | 3 | 1  | 99 | 12 | +87  |
| 2    | HB Tórshavn T S | 61  | 27 | 19 | 4 | 4  | 87 | 22 | +65  |
| 3    | Víkingur Gøta   | 60  | 27 | 18 | 6 | 3  | 59 | 27 | +32  |
| 4    | NSÍ Runavík     | 47  | 27 | 14 | 5 | 8  | 54 | 38 | +16  |
| 5    | B36 Tórshavn C  | 45  | 27 | 12 | 9 | 6  | 51 | 33 | +18  |
| 6    | 07 Vestur P     | 28  | 27 | 8  | 4 | 15 | 36 | 74 | -38  |
| 7    | EB/Streymur     | 25  | 27 | 7  | 4 | 16 | 28 | 53 | -25  |
| 8    | B68 Toftir P    | 25  | 27 | 7  | 4 | 16 | 33 | 66 | -33  |
| 9    | ÍF Fuglafjørður | 16  | 27 | 4  | 4 | 19 | 26 | 70 | -44  |
| 10   | TB Tvøroyri     | 3   | 27 | 0  | 3 | 24 | 17 | 95 | -78  |

| Légende : Qualifications et relégations | Légende : Qualifications et relégations |
| --------------------------------------- | --- |
|                                         | Qualification pour le premier tour de qualification de la Ligue des champions 2022-2023                                                         |
|                                         | Qualification pour le premier tour de qualification de la Ligue Europa Conférence 2022-2023                                                     |
|                                         | Relégation en 1. deild 2022 |
|                                         | T : Tenant du titre C : Vainqueur de la Coupe des îles Féroé 2021 S : Vainqueur de la Supercoupe des îles Féroé 2021 P : Promu de 1. deild 2020 |

### Matchs
| Résultats (▼dom., ►ext.)                                   | 07V | B36 | EBS | HB  | ÍF  | KÍ  | NSÍ | B68 | TBT | VÍK | 07V | B36 | EBS | HB  | ÍF  | KÍ  | NSÍ | B68 | TBT | VÍK |
| 07 Vestur                                                  |     | 0-2 | 1-3 | 0-5 | 1-0 | 0-5 | 2-4 | 1-1 | 2-4 | 2-4 |     | 2-2 | 0-1 |     |     | 0-9 |     |     | 3-1 | 1-2 |
| B36 Tórshavn                                               | 1-1 |     | 2-1 | 2-4 | 2-2 | 0-0 | 1-1 | 0-0 | 3-0 | 1-1 |     |     | 3-2 | 2-2 | 5-0 |     |     | 2-1 |     | 2-0 |
| EB/Streymur                                                | 1-3 | 0-4 |     | 0-3 | 1-1 | 0-4 | 2-1 | 3-2 | 5-2 | 0-0 |     |     |     | 0-1 | 1-0 |     |     | 0-1 |     | 1-1 |
| HB Tórshavn                                                | 7-0 | 0-0 | 4-1 |     | 6-1 | 2-1 | 5-2 | 1-0 | 6-0 | 1-2 | 5-0 |     |     |     | 2-0 | 2-3 | 4-0 | 5-0 |     |     |
| ÍF Fuglafjørður                                            | 3-1 | 0-5 | 2-1 | 0-2 |     | 1-4 | 1-1 | 0-1 | 3-1 | 1-2 | 1-2 |     |     |     |     | 1-5 | 2-5 |     | 2-2 |     |
| KÍ Klaksvík                                                | 4-0 | 4-0 | 3-0 | 2-2 | 4-0 |     | 2-0 | 8-0 | 4-0 | 2-1 |     | 3-1 | 2-1 |     |     |     | 2-0 |     | 7-0 | 3-0 |
| NSÍ Runavík                                                | 1-1 | 4-2 | 3-0 | 0-0 | 0-3 | 0-3 |     | 4-3 | 3-0 | 1-1 | 2-0 | 2-0 | 4-0 |     |     |     |     |     | 7-2 | 0-2 |
| B68 Toftir                                                 | 3-2 | 1-3 | 2-1 | 0-6 | 3-1 | 0-4 | 1-2 |     | 2-2 | 0-6 | 1-2 | 1-2 |     |     | 2-0 | 0-5 |     | 0-1 | 6-1 | 2-2 |
| TB Tvøroyri                                                | 1-5 | 0-4 | 1-1 | 0-4 | 0-1 | 0-5 | 0-2 | 0-1 |     | 0-6 |     |     | 0-1 | 1-6 |     |     |     |     |     |     |
| Víkingur Gøta                                              | 4-1 | 1-0 | 3-1 | 2-1 | 5-1 | 1-1 | 2-1 | 3-1 | 1-0 |     |     |     |     | 3-1 | 3-2 |     |     |     | 1-0 |     |
| - Victoire à domicile - Match nul - Victoire à l'extérieur |     |     |     |     |     |     |     |     |     |     |     |     |     |     |     |     |     |     |     |     |

Source : Résultats officiels sur le site de la FSF

## Statistiques

### Domicile et extérieur
| Rang | Équipe          | Pts | J  | G  | N | P  | Bp | Bc | Diff |
| ---- | --------------- | --- | -- | -- | - | -- | -- | -- | ---- |
| 1    | KÍ Klaksvík     | 37  | 13 | 12 | 1 | 0  | 48 | 4  | +44  |
| 2    | HB Tórshavn     | 34  | 14 | 11 | 1 | 2  | 50 | 10 | +40  |
| 3    | Víkingur Gøta   | 33  | 13 | 11 | 1 | 1  | 30 | 12 | +18  |
| 4    | NSÍ Runavík     | 27  | 13 | 8  | 3 | 2  | 31 | 14 | +17  |
| 5    | B36 Tórshavn    | 25  | 14 | 6  | 7 | 1  | 26 | 15 | +11  |
| 6    | EB/Streymur     | 15  | 13 | 4  | 3 | 6  | 14 | 23 | -9   |
| 7    | B68 Toftir      | 14  | 14 | 4  | 2 | 8  | 20 | 36 | -16  |
| 8    | ÍF Fuglafjørður | 11  | 14 | 3  | 2 | 9  | 17 | 35 | -18  |
| 9    | 07 Vestur       | 11  | 14 | 3  | 2 | 9  | 16 | 41 | -25  |
| 10   | TB Tvøroyri     | 1   | 13 | 0  | 1 | 12 | 6  | 42 | -36  |

| Rang | Équipe          | Pts | J  | G  | N | P  | Bp | Bc | Diff |
| ---- | --------------- | --- | -- | -- | - | -- | -- | -- | ---- |
| 1    | KÍ Klaksvík     | 35  | 14 | 11 | 2 | 1  | 51 | 8  | +43  |
| 2    | HB Tórshavn     | 27  | 13 | 8  | 3 | 2  | 37 | 12 | +25  |
| 3    | Víkingur Gøta   | 26  | 14 | 7  | 5 | 2  | 29 | 15 | +14  |
| 4    | B36 Tórshavn    | 20  | 13 | 6  | 2 | 5  | 25 | 18 | +7   |
| 5    | NSÍ Runavík     | 20  | 14 | 6  | 2 | 6  | 23 | 24 | -1   |
| 6    | 07 Vestur       | 17  | 13 | 5  | 2 | 6  | 20 | 33 | -13  |
| 7    | B68 Toftir      | 11  | 13 | 3  | 2 | 8  | 13 | 30 | -17  |
| 8    | EB/Streymur     | 10  | 14 | 3  | 1 | 10 | 14 | 30 | -16  |
| 9    | ÍF Fuglafjørður | 5   | 13 | 1  | 2 | 10 | 9  | 35 | -26  |
| 10   | TB Tvøroyri     | 2   | 14 | 0  | 2 | 12 | 11 | 53 | -42  |

### Évolution du classement
| Journée →       | 1  | 2  | 3  | 4  | 5  | 6  | 7  | 8  | 9  | 10 | 11 | 12 | 13 | 14 | 15 | 16 | 17 | 18 | 19 | 20 | 21 | 22 | 23 | 24 | 25 | 26 | 27 | 1er | rel. |
| Équipe          |    |    |    |    |    |    |    |    |    |    |    |    |    |    |    |    |    |    |    |    |    |    |    |    |    |    |    |     |      |
| --------------- | -- | -- | -- | -- | -- | -- | -- | -- | -- | -- | -- | -- | -- | -- | -- | -- | -- | -- | -- | -- | -- | -- | -- | -- | -- | -- | -- | --- | ---- |
| EB/Streymur     | 6  | 7  | 8  | 9  | 8  | 8  | 6  | 6  | 6  | 6  | 7  | 7  | 7  | 7  | 6  | 6  | 6  | 6  | 6  | 8  | 8  | 7  | 7  | 7  | 7  | 7  | 7  |     |      |
| 07 Vestur       | 8  | 6  | 7  | 7  | 7  | 7  | 8  | 8  | 8  | 8  | 8  | 8  | 8  | 8  | 8  | 8  | 8  | 9  | 8  | 7  | 6  | 6  | 6  | 6  | 6  | 6  | 6  |     |      |
| B36 Tórshavn    | 3  | 4  | 4  | 5  | 6  | 5  | 4  | 5  | 5  | 5  | 5  | 5  | 5  | 3  | 3  | 4  | 4  | 5  | 5  | 4  | 4  | 4  | 4  | 4  | 4  | 5  | 5  |     |      |
| B68 Toftir      | 10 | 10 | 9  | 8  | 9  | 9  | 9  | 9  | 9  | 9  | 9  | 9  | 9  | 9  | 9  | 9  | 9  | 7  | 7  | 6  | 7  | 8  | 8  | 8  | 8  | 8  | 8  |     | 2    |
| HB Tórshavn     | 2  | 2  | 5  | 3  | 2  | 2  | 2  | 2  | 2  | 2  | 2  | 3  | 3  | 4  | 4  | 3  | 3  | 3  | 3  | 3  | 3  | 3  | 3  | 3  | 3  | 3  | 2  |     |      |
| ÍF Fuglafjørður | 5  | 3  | 2  | 4  | 5  | 6  | 7  | 7  | 7  | 7  | 6  | 6  | 6  | 6  | 7  | 7  | 7  | 8  | 9  | 9  | 9  | 9  | 9  | 9  | 9  | 9  | 9  |     |      |
| KÍ Klaksvík     | 1  | 1  | 1  | 1  | 1  | 1  | 1  | 1  | 1  | 1  | 1  | 1  | 1  | 1  | 1  | 1  | 1  | 1  | 1  | 1  | 1  | 1  | 1  | 1  | 1  | 1  | 1  | 27  |      |
| NSÍ Runavík     | 9  | 9  | 6  | 6  | 3  | 3  | 3  | 3  | 4  | 3  | 4  | 4  | 4  | 5  | 5  | 5  | 5  | 4  | 4  | 5  | 5  | 5  | 5  | 5  | 5  | 4  | 4  |     |      |
| TB Tvøroyri     | 7  | 8  | 10 | 10 | 10 | 10 | 10 | 10 | 10 | 10 | 10 | 10 | 10 | 10 | 10 | 10 | 10 | 10 | 10 | 10 | 10 | 10 | 10 | 10 | 10 | 10 | 10 |     | 25   |
| Víkingur Gøta   | 4  | 5  | 3  | 2  | 4  | 4  | 5  | 4  | 3  | 4  | 3  | 2  | 2  | 2  | 2  | 2  | 2  | 2  | 2  | 2  | 2  | 2  | 2  | 2  | 2  | 2  | 3  |     |      |

#### Résultats par match
| Journée ╱ Équipe | 1 | 2 | 3 | 4 | 5 | 6 | 7 | 8 | 9 | 10 | 11 | 12 | 13 | 14 | 15 | 16 | 17 | 18 | 19 | 20 | 21 | 22 | 23 | 24 | 25 | 26 | 27 |
| ---------------- | - | - | - | - | - | - | - | - | - | -- | -- | -- | -- | -- | -- | -- | -- | -- | -- | -- | -- | -- | -- | -- | -- | -- | -- |
| EB/Streymur      | N | N | D | D | V | D | V | D | N | D  | D  | D  | V  | D  | V  | V  | D  | D  | D  | D  | N  | V  | D  | D  | V  | D  | D  |
| 07 Vestur        | D | V | D | D | V | D | D | D | N | D  | N  | D  | V  | D  | D  | D  | D  | V  | V  | V  | N  | N  | D  | D  | D  | D  | V  |
| B36 Tórshavn     | V | N | N | N | D | V | V | N | D | V  | N  | D  | V  | V  | N  | V  | D  | N  | V  | V  | N  | N  | V  | V  | D  | V  | D  |
| HB Tórshavn      | V | N | D | V | V | V | N | V | V | V  | N  | V  | D  | V  | V  | V  | V  | V  | D  | D  | N  | V  | V  | V  | V  | V  | V  |
| B68 Toftir       | D | D | N | N | D | D | V | D | D | N  | D  | D  | D  | D  | D  | V  | V  | V  | V  | D  | N  | D  | D  | D  | D  | V  | V  |
| ÍF Fuglafjørður  | N | V | V | D | D | D | D | N | D | D  | V  | V  | D  | D  | D  | D  | N  | D  | D  | D  | N  | D  | D  | D  | D  | D  | D  |
| KÍ Klaksvík      | V | V | V | V | V | V | N | V | V | V  | V  | V  | V  | V  | N  | D  | V  | V  | V  | V  | V  | V  | V  | V  | V  | V  | N  |
| NSÍ Runavík      | D | D | V | V | V | V | N | V | N | V  | N  | D  | D  | D  | V  | V  | D  | N  | D  | V  | D  | D  | V  | V  | V  | V  | V  |
| TB Tvøroyri      | D | D | D | N | D | D | D | D | N | D  | D  | D  | D  | D  | D  | D  | D  | D  | D  | D  | N  | D  | D  | D  | D  | D  | D  |
| Víkingur Gøta    | V | N | V | N | D | V | N | V | V | N  | V  | V  | V  | V  | V  | V  | V  | D  | V  | V  | N  | V  | V  | V  | V  | D  | N  |

### Buts marqués par journée
Ce graphique représente le nombre de buts marqués lors de chaque journée.

### Classement des buteurs
| # | Buteur             | Club          | Buts |
| - | ------------------ | ------------- | ---- |
| 1 | Mikkel Dahl        | HB Tórshavn   | 27   |
| 2 | Páll Klettskarð    | KÍ Klaksvík   | 18   |
| 3 | Klaemint Olsen     | NSÍ Runavík   | 16   |
| 4 | Bob Sumareh        | KÍ Klaksvík   | 14   |
| 5 | Andreas Olsen      | Víkingur Gøta | 13   |
| 5 | Jóannes Bjartalíð  | KÍ Klaksvík   | 13   |
| 7 | Sølvi Vatnhamar    | Víkingur Gøta | 12   |
| 8 | Bjarki Nielsen     | B36 Tórshavn  | 10   |
| 8 | Adrian Justinussen | HB Tórshavn   | 10   |
| 8 | Árni Frederiksberg | KÍ Klaksvík   | 10   |

Source : Classement officiel sur le site de la FSF

## Parcours européen des clubs féroïen

### Ligue des champions 2020-2021
| Premier tour de qualification | Premier tour de qualification | Premier tour de qualification |
| Club                          | Score                         | Club                          |
| ----------------------------- | ----------------------------- | ----------------------------- |
| KÍ Klaksvík                   | Annulé 3 – 0 (tapis vert)     | Slovan Bratislava             |

| Deuxième tour de qualification Voie des Champions | Deuxième tour de qualification Voie des Champions | Deuxième tour de qualification Voie des Champions |
| Club                                              | Score                                             | Club                                              |
| ------------------------------------------------- | ------------------------------------------------- | ------------------------------------------------- |
| BSC Young Boys                                    | 3 – 1                                             | KÍ Klaksvík                                       |

### Ligue Europa 2020-2021
| Tour préliminaire | Tour préliminaire | Tour préliminaire |
| Club              | Score             | Club              |
| ----------------- | ----------------- | ----------------- |
| Glentoran FC      | 1 - 0             | HB Tórshavn       |
| Saint Joseph's FC | 1 - 2             | B36 Tórshavn      |
| NSÍ Runavík       | 5 - 1             | Barry Town United |

| Premier tour de qualification | Premier tour de qualification | Premier tour de qualification |
| Club                          | Score                         | Club                          |
| ----------------------------- | ----------------------------- | ----------------------------- |
| B36 Tórshavn                  | 4 - 3 ap                      | FCI Levadia Tallinn           |
| Aberdeen FC                   | 6 - 0                         | NSÍ Runavík                   |

| Deuxième tour de qualification | Deuxième tour de qualification | Deuxième tour de qualification |
| Club                           | Score                          | Club                           |
| ------------------------------ | ------------------------------ | ------------------------------ |
| B36 Tórshavn                   | 2 - 2 ap 5 - 4 tab             | The New Saints FC              |

| Troisième tour de qualification | Troisième tour de qualification | Troisième tour de qualification |
| Club                            | Score                           | Club                            |
| ------------------------------- | ------------------------------- | ------------------------------- |
| CSKA Sofia                      | 3 - 1                           | B36 Tórshavn                    |

## Statistiques des clubs et du championnat féroïen

### Coefficient UEFA des clubs
| Rang | Club          | 2016-2017 | 2017-2018 | 2018-2019 | 2019-2020 | 2020-2021 | Coefficient |
| ---- | ------------- | --------- | --------- | --------- | --------- | --------- | ----------- |
| 226  | KÍ Klaksvík   | -         | 0,250     | 1,000     | 1,500     | 2,500     | 5,250       |
| 227  | B36 Tórshavn  | 0,500     | 0,250     | 1,500     | 1,000     | 2,000     | 5,250       |
| 333  | NSÍ Runavík   | 0,250     | 0,250     | 1,000     | 0,500     | 1,000     | 3,000       |
| 344  | Víkingur Gøta | 0,250     | 1,000     | 1,500     | -         | -         | 2,750       |
| 355  | HB Tórshavn   | 0,250     | -         | -         | 1,500     | 0,500     | 2,250       |

### Classement du championnat
Le tableau ci-dessous récapitule le classement des îles Féroé au coefficient UEFA depuis 1993. Ce coefficient par nation est utilisé pour attribuer à chaque pays un nombre de places pour les compétitions européennes (Ligue des champions et Ligue Europa) ainsi que les tours auxquels les clubs doivent entrer dans la compétition.
| 1993 | 1994 | 1995 | 1996 | 1997 | 1998 | 1999 | 2000 | 2001 | 2002 | 2003 | 2004 | 2005 | 2006 | 2007 | 2008 | 2009 | 2010 | 2011 | 2012 | 2013 | 2014 | 2015 | 2016 | 2017 | 2018 | 2019 | 2020 | 2021 |
| ---- | ---- | ---- | ---- | ---- | ---- | ---- | ---- | ---- | ---- | ---- | ---- | ---- | ---- | ---- | ---- | ---- | ---- | ---- | ---- | ---- | ---- | ---- | ---- | ---- | ---- | ---- | ---- | ---- |
| 36   | 40   | 42   | 42   | 46   | 45   | 44   | 44   | 48   | 46   | 48   | 49   | 49   | 50   | 48   | 48   | 48   | 48   | 50   | 51   | 51   | 51   | 49   | 49   | 51   | 51   | 50   | 53   | 47   |

Le tableau suivant affiche le coefficient actuel du championnat féroïen.
| Rang | Club       | 2016-2017 | 2017-2018 | 2018-2019 | 2019-2020 | 2020-2021 | Coefficient |
| ---- | ---------- | --------- | --------- | --------- | --------- | --------- | ----------- |
| 45   | Moldavie   | 0,875     | 2,750     | 1,125     | 0,750     | 1,375     | 6,875       |
| 46   | Malte      | 1,250     | 1,375     | 1,500     | 0,750     | 1,500     | 6,375       |
| 47   | Îles Féroé | 0,375     | 0,750     | 1,125     | 1,125     | 2,750     | 6,125       |
| 48   | Kosovo     | -         | 0,000     | 2,500     | 1,500     | 1,833     | 5,833       |
| 49   | Gibraltar  | 1,500     | 0,500     | 1,000     | 1,000     | 1,666     | 5,666       |

## Bilan de la saison
| Championnat des îles Féroé de football 2021    |                         |
| Champion                                       | KÍ Klaksvík (19e titre) |
| Coupes et trophées                             |                         |
| Vainqueur de la Coupe des îles Féroé 2021      | B36 Tórshavn            |
| Vainqueur de la Supercoupe des îles Féroé 2021 | HB Tórshavn             |
| Qualifications continentales                   |                         |
| Ligue des champions de l'UEFA 2022-2023        | KÍ Klaksvík             |
| Ligue Europa Conférence 2022-2023              | B36 Tórshavn            |
| Ligue Europa Conférence 2022-2023              | HB Tórshavn             |
| Ligue Europa Conférence 2022-2023              | Víkingur Gøta           |
| Promotions et relégations                      |                         |
| Promus en Betrideildin                         | Skála ÍF                |
| Promus en Betrideildin                         | AB Argir                |
| Relégués en 1. deild                           | TB Tvøroyri             |
| Relégués en 1. deild                           | ÍF Fuglafjørður         |